# Hanna Jenni
Hanna Jenni (* 1950) ist eine Schweizer Ägyptologin.

## Leben
Sie studierte Ägyptologie, Islamwissenschaft und alttestamentliche Wissenschaft in Basel und Paris. Sie arbeitete am Schweizerischen Institut für ägyptische Bauforschung und Altertumskunde in Kairo (1988–1991) mit. Sie doziert seit 1994 als Lehrbeauftragte für semitische Sprachen an der Theologischen Fakultät der Universität Basel. Von 1994 bis 1996 wirkte sie am Projekt Quellen zur Geschichte der Nabatäer des Schweizerischen Nationalfonds. Sie unterrichtet seit 1996 als Lehrbeauftragte für Ägyptologie an der Philosophisch-Historischen Fakultät der Universität Basel. Sie arbeitet seit 1998 am Projekt MISR: Mission Siptah – Ramses X. des Ägyptologischen Seminars der Universität Basel mit. An der Universität Zürich lehrt sie seit 2005 als Lehrbeauftragte für Ägyptologie. Am Projekt Quellen zur Geschichte der Phönizier des SNF arbeitet sie seit 2006 mit. Nach der Habilitation 2008 wurde sie Privatdozentin für Ägyptologie und Semitische Sprachwissenschaft an der Universität Basel und 2014 Titularprofessorin für Ägyptologie und Semitische Sprachwissenschaft auf Antrag der Philosophisch-Historischen Fakultät und der Theologischen Fakultät der Universität Basel.

## Mitgliedschaften
Sie ist bzw. war Mitglied
- der Kommission der Freiwilligen Akademischen Gesellschaft (FAG) Basel (1997–2022)
- des Fonds zur Förderung der Geisteswissenschaften der FAG (Vorsteherin) (2004–2022)
- des M.-E. Preiswerk-Dixon-Fonds der FAG (2004–2022)
- als Präsidentin der Fritz Sarasin-Stiftung der FAG (seit 2012)
- als Präsidentin des Stiftungsrats des Theologischen Alumneums Basel (seit 2018).
- des Council of the International Association of Egyptologists (IAE) as national representative of Switzerland, August 2015 – Juli 2019.

## Schriften (Auswahl)
- als Übersetzerin: Thomas Garnet Henry James: Pharaos Volk. Leben im Alten Ägypten. Artemis-Verlag, Zürich/München 1988, ISBN 3-7608-0745-3.
  - als Übersetzerin: Thomas Garnet Henry James: Pharaos Volk. Leben im Alten Ägypten. 2. Auflage, Artemis-Verlag, Zürich/München 1989, ISBN 3-7608-0745-3.
  - als Übersetzerin: Thomas Garnet Henry James: Pharaos Volk. Leben im Alten Ägypten. Büchergilde Gutenberg, Frankfurt am Main/Wien 1990, ISBN 3-7632-3570-1.
  - als Übersetzerin: Thomas Garnet Henry James: Pharaos Volk. Leben im Alten Ägypten. DTV, München 1991, ISBN 3-423-11454-1.
- Die Dekoration des Chnumtempels auf Elephantine durch Nektanebos II. (= Elephantine. Grabung des Deutschen Archäologischen Instituts Kairo in Zusammenarbeit mit dem Schweizerischen Institut für Ägyptische Bauforschung und Altertumskunde Kairo. Band 17) (= Archäologische Veröffentlichungen. Deutsches Archäologisches Institut, Abteilung Kairo. Band 90). von Zabern, Mainz 1998, ISBN 3-8053-1984-3 (zugleich Dissertation, Basel 1993).
- als Herausgeberin: Das Grab Ramses' X. (KV 18) (= Aegyptiaca Helvetica. Band 16). Schwabe, Basel 2000, ISBN 3-7965-1717-X.
- mit Ursula Hackl und Christoph Schneider: Quellen zur Geschichte der Nabatäer. Textsammlung mit Übersetzung und Kommentar (NTOA 51). Fribourg/Göttingen 2003. ISBN 3-7278-1410-1.
- Lehrbuch der klassisch-ägyptischen Sprache. Schwabe, Basel 2010, ISBN 978-3-7965-2669-5.
- als Herausgeberin: Zur modernen Geschichte des Tals der Könige. Tagung in Basel vom 1. September 2007 mit Beiträgen zum Grab Ramses X. (KV 18) und zu Funden aus moderner Zeit (= Aegyptiaca Helvetica. Band 25). Schwabe, Basel 2015, ISBN 978-3-7965-3385-3.
- als Herausgeberin: Nächstenliebe und Gottesfurcht. Beiträge aus alttestamentlicher, semitistischer und altorientalistischer Wissenschaft für Hans-Peter Mathys zum 65. Geburtstag (= Alter Orient und Altes Testament. Band 439). Ugarit-Verlag, Münster 2016, ISBN 3-86835-208-2.